# پولاتنا
پولاتنا (به صربی: Polatna) یک منطقهٔ مسکونی در صربستان است که در ژاباری واقع شده‌است. پولاتنا ۲۸۱ نفر جمعیت دارد.